# Mutha's Day Out
Mutha's Day Out fue una banda de hard rock formada en noviembre de 1991 en Batesville, Arkansas (Estados Unidos); compuesta por: Mikal Moore (voz), Brice Sthepens (segunda voz), Chuck Schaaf (guitarra), Jeff Morgan (bajo) y Rodney Moffitt (batería). En 1993 editaron My Soul Is Wet ("mi alma está mojada") con la compañía Chrysalis Records, y tras un gira exitosa por Europa se separaron definitivamente.

## El comienzo
Mutha's day Out nació en Batesville, un pueblo cuya población no supera las 9.000 personas. A comienzos de noviembre de 1991, Mikal Moore y Randy Cross decidieron formar una banda que se llamaría Mother (madre), para ello contaron con Jeff Morgan (un joven de tan solo 15 años de edad), Rodney Moffitt, Brice Stephens, y Lance Branstetter; fue así como quedó formada la banda, con tres vocalistas, y cuyas influencias eran Beastie Boys, Slayer, Ozzy Osbourne. Fue Brice quien decidió cambiar el nombre de la banda, para a partir de allí llamarse Mutha's day Out, nombre proveniente de una guardería para niños que se preparaban para ir a iglesias metodistas.
Con nombre ya establecido, la banda decide grabar sus primeros demos. En abril de 1992, viajaron a Memphis en busca de un estudio barato, ya que los que había en Batesville habían cerrado. Fueron los productores Doug Easley y Davis McCain quienes se ofrecieron para grabar los demos. 
Luego de trabajar un par de semanas, se editaron 16 temas que impresionaron a Doug, quien además les ofreció participar en Crossroads Music Festival esa misma semana.
Tras la presentación de sus demos, firmaron con la compañía Chrysalis Record, a cargo de Eli Ball, quien los vio tocar en vivo y quedó impresionado y fue él quien les ofreció grabar un disco en su estudio al día siguiente. Llegaron a ser la banda más joven de rock en firmar para una etiqueta tan grande en años.

## El Álbum
En estudio grabarían EL que sería su único álbum, My Soul is wet. En cuanto a la formación de la banda, Randy Cross deja al grupo unos días antes de comenzar con la grabación. Más tarde, la banda echaría a Lance Branstetter debido a conflictos de intereses y desarrollos musicales. Fue Chuck Schaaf quien lo remplazaría durante la grabación, quedándose finalmente como el nuevo miembro de la banda.
Unas de las curiosidades de este álbum es que fue dedicado a la memoria de un niño vietnamita amigo de Mikal y de Brice que se suicidó. 
Finalmente el álbum fue terminado y editado el 19 de octubre de 1993.
Fueron muchas las personas de Batesville que los vieron tocar en vivo, pero no tuvieron buenas respuestas ya que se ambientaba la música country y evangélicas.

## Fanáticos
En Argentina, Mutha´s Day Out tiene uno de sus más grandes fanáticos fuera de los Estados Unidos, se trata del Ing. Facundo Kihn quien conserva memorabilia de la banda, ha hecho remeras e incluso tiene un vinilo de este grupo estadounidense.
Muy pocos CD fueron vendidos en Sudamérica. Aquí la lista de los compradores:
1. Facundo Kihn
2. Rodrigo Capellino
- Datos: Q6943812